# Polychondritis recidivans
Polychondritis recidivans (Oudgrieks: πολύς polus, veel; χόνδρος chondros, kraakbeen; -ιτις -itis, ontsteking) is een zeer zeldzame ziekte (ca. 55 mensen per jaar in Nederland) aan het kraakbeen dat gekenmerkt wordt door herhaalde episodes van ontsteking aan voornamelijk de oren, neus, het strottehoofd en de kraakbeenringen van de luchtpijp en hoofdbronchieën. De ontstekingen worden soms gevolgd door degeneratie en misvorming van het kraakbeen, wat bij de betrokkenheid van de luchtwegen en/of hartkleppen tot levensbedreigende complicaties kan leiden. Het immuunsysteem is verantwoordelijk voor de ontstekingsreactie van het kraakbeen. Polychondritis recidivans wordt beschouwd als een auto-immuunziekte en wordt meestal behandeld door het geneeskundige specialisme van de reumatologie.

## Symptomen

### Chondritis
Chondritis is hét kenmerk van deze ziekte en is nodig voor de diagnose van polychondritis recidivans. De telkens terugkerende ontstekingen aan het kraakbeen kunnen uiteindelijk leiden tot lokale degeneratie en atrofie.
Al het kraakbeen kan worden aangetast, maar in veel gevallen zal de ziekte sommige plekken met kraakbeen aantasten en anderen gedeeltes onaangetast laten. Lichaamsdelen die kraakbeen bevatten en daarmee door polychondritis aangetast kunnen worden zijn onder andere de oren (89% van de patiënten), neus (61%), keel (50%), hartkleppen (12%) en alle gewrichten (72%). Polychondritis kan onder andere type 3 tracheomalacie veroorzaken. Bij de kraakbeenontsteking van het oor is kenmerkend dat de oorlel, die geen kraakbeen bevat, niet mee doet.

### Andere manifestaties
De ontstekingsreactie van RP kunnen ook andere weefsels met proteoglycanen aantasten, zoals de ogen, aorta, hart, binnenste oor, de huid en andere neurologische complicaties. Het voorkomen van deze manifestaties is variabel in de combinaties en kan vanaf het begin van de ziekte aanwezig zijn, of later ontstaan.

##### Neurologische complicaties
De betrokkenheid van neurologische complicaties is maar bij 3% van de patiënten vastgesteld en treft vooral complicaties in het perifere zenuwstelsel of centrale zenuwstelsel.

### Aandoeningen geassocieerd met polychondritis recidivans
De ziekte gaat vaker dan door het toeval verklaard kan worden samen met andere reumatische aandoeningen zoals SLE, vasculitis of RA.

## Oorzaak
De oorzaak van de ziekte is onbekend. Gedacht wordt dat de eigen antilichamen de glycosaminoglycanen aanvallen.

## Diagnose
De diagnose wordt meestal gesteld op basis van de symptomen, een biopsie is meestal niet nodig. De diagnose polychondritis mag worden gesteld bij:
- Symptomen in twee van de drie belangrijkste gebieden (oren, neus en keel)
- Symptomen in een van de drie belangrijkste gebieden aanwezig zijn en er daarnaast sprake is van twee andere klachten als oogontsteking, gehoorschade of artritis.

Doordat de ziekte zo zeldzaam is, is de tijd tussen het eerste medisch contact en de diagnose polychondritis gemiddeld 2,9 jaar. 68% van de patiënten moest langer dan 1 jaar wachten op de diagnose en één derde van de patiënten heeft meer dan vier artsen gezien voor de diagnose werd gesteld.

### Differentiaaldiagnose
Aantasting van de oren is de onderscheidende factor van polychondritis, enkel een necrotiserende otitis externa met pseudomonas aeruginosa kan vergelijkbare symptomen aan het oor veroorzaken.

## Behandeling
De behandeling van polychondritis bestaat meestal uit het onderdrukken van het immuunsysteem met corticosteroïden zoals prednison. Dit middel heeft echter een aantal belangrijke bijwerkingen. Om de bijwerkingen van corticosteroïden te mijden worden er ook ontstekingsremmers zoalals colchicine, dapson en azathioprine gebruikt. Eén veelbelovend geneesmiddel uit deze groep is methotrexaat.

## Prognose
De meest voorkomende doodsoorzaken bij polychondritis zijn aandoeningen aan de luchtweg, infecties (door de immuunonderdrukkende medicatie) en cardiovasculaire complicaties. Het 10-jaarsoverlevingspercentage is volgens een inmiddels gedateerd onderzoek uit 1986 55% maar volgens een nieuwer onderzoek uit 1998 98%.

## Epidemiologie
De incidentie van polychondritis is 3,5 op 1.000.0000 (in Rochester, Minnesota).
Hoewel de ziekte op alle leeftijden voorkomt, openbaart polychondritis zich meestal rond het 47e levensjaar. Het geslacht heeft geen invloed op de ziekte en er zijn gevallen beschreven van 6- tot 87-jarige patiënten.